# مارك لويس (لاعب كرة قدم أمريكية أمريكي)
مارك لويس (بالإنجليزية: Mark Lewis)‏ هو لاعب كرة قدم أمريكية أمريكي، ولد في 5 مايو 1961 في هيوستن في الولايات المتحدة.

## وصلات خارجية
- مارك لويس على موقع مرجع كرة القدم المحترفة.كوم (الإنجليزية)
- مارك لويس على موقع JustSportsStats.com (الإنجليزية)